# Reinhard Frese
Reinhard Frese (* 2. April 1943 in Wuppertal; † 29. Januar 2010 in Berlin) war ein deutscher Biologe und Direktor des Zoo Duisburg.

## Leben
Reinhard Frese studierte am Institut für Meereskunde Kiel, wo er seinen Diplomabschluss in mariner Fischerei-Biologie erlangte. Als kommissarischer Leiter begleitete er den Aufbau des Kieler Schauaquariums bis zur Segelolympiade 1972. Im selben Jahr wechselte er als Wissenschaftlicher Mitarbeiter zum Zoo Berlin. Im Jahr 1993 wurde er als Nachfolger des in den Ruhestand getretenen Wolfgang Gewalt zum Direktor des Zoo Duisburg gewählt. Dieses Amt bekleidete er bis 2006, als er in den frühzeitigen Ruhestand wechselte und sein langjähriger Stellvertreter, Achim Winkler, den Direktorenposten übernahm. 
Während Freses Amtszeit wurde das Erscheinungsbild des Zoo Duisburg entscheidend gewandelt, weg von den Käfigstrukturen der früheren Jahre und hin zu einem grünen Landschaftspark mit großzügigen Gehegen. Viele der alten Käfige und Gebäude wurden abgerissen und durch moderne und naturnah gestaltete Anlagen ersetzt. So entstanden u. a. die Tropenhalle Rio Negro, der Gorilla Busch, das Giraffenhaus, die erweiterte Elefantenanlage, die Zuchtanlage für die seltenen Fossas oder die für Besucher begehbare Lemuren-Anlage. Zudem etablierte Frese die Koalahaltung im Zoo Duisburg, wo im Jahr 1995 die erste erfolgreiche Aufzucht eines Koalas in Europa gelang. Auch ein großer Kinderspielplatz wurde errichtet sowie ein neuer Haupteingangsbereich in den Zoo. Weichen musste in Freses Direktionszeit ein altes Wahrzeichen des Zoos – die schmale Pylon-Hängebrücke, die seit dem Jahr 1959 die beiden durch die Autobahn A3 getrennten Geländeflächen des Zoos miteinander verband, wurde im Rahmen einer Autobahnerweiterung durch eine bis zu 30 m breite Landschaftsbrücke ersetzt, wodurch eine optische Verschmelzung der beiden Zoohälften entstand.
Drei Jahre nach seinem Wechsel in den Ruhestand erlag Reinhard Frese im Alter von 66 Jahren einem Herzleiden in seiner Berliner Wohnung. Er hinterließ Ehefrau und eine Tochter.

## Veröffentlichungen
- Reinhard Frese: Haltung und Zucht des Koala (Phascolarctos cinereus) im Zoo Duisburg. Bongo, 1997, 27, S. 35–44.